# Babilon (gmina Konarzyny)
Babilon – osada leśna w Polsce, w województwie pomorskim, w powiecie chojnickim, w gminie Konarzyny. Została utworzona z dniem 1 stycznia 2024.